# خوزه مانوئل بارلا
خوزه مانوئل بارلا (انگلیسی: José Manuel Barla؛ زادهٔ ۱ ژانویهٔ ۱۹۶۷) بازیکن فوتبال اهل اسپانیا است.
از باشگاه‌هایی که در آن بازی کرده‌است می‌توان به باشگاه فوتبال رایو وایکانو اشاره کرد.